# Hasdingi
Hasdingi so bili eno od vandalskih ljudstev v rimski dobi. Vandali so bili germanski narod, za katerega se domneva, da so govorili vzhodnogermanski jezik, in so bili prvič zabeleženi v prvih stoletjih rimskega cesarstva na območju današnje Poljske, vzhodne Nemčije, Češke in Slovaške.
Znano je, da so Hasdingi vodili uspešno invazijo na rimsko severno Afriko in ustvarili kraljestvo s prestolnico v Kartagini v današnji Tuniziji.
Med markomanskimi vojnami so Hasdingi pomagali Rimljanom in so se lahko naselili na karpatskih in panonskih območjih, ki so zdaj na Madžarskem in v Romuniji. Konec leta 405 so skupaj s silingijskimi Vandali in sarmatskimi Alani sodelovali pri prečkanju Rena. Njihov kralj Godigisel je med prečkanjem izgubil življenje v boju proti Frankom.
Po nekaj letih v Galiji so se ta ljudstva preselila na Iberski polotok.
Hasdingi so se naselili v Galiciji (danes Galicija, Asturija in sever Portugalske) skupaj s Svebi leta 409 n. š. in njihovo kraljestvo je bilo eno najzgodnejših barbarskih ozemelj, ki je bilo ustanovljeno pred padcem Zahodnega rimskega cesarstva.
Gunderik, Godegiselov naslednik kot kralj Hasdingov, je izgubil svoje kraljestvo, ko ga je premagal kralj Svebov Hermerik leta 419 v bitki v gorah Nervasos, kjer je Vandale premagala zavezniška vojska Svebov in Rimljanov. S svojo vojsko je pobegnil v Betiko, kjer je postal kralj vandalskih Silingov in Alanov.
Gunderika je leta 428 n.š. nasledil njegov brat Gajserik, ki je nato pobegnil iz Iberije v Severno Afriko, kjer je ustanovil kraljestvo v Kartagini.